# Discographie de The Script
La discographie de The Script, un groupe de rock irlandais, est constituée de trois albums studio, dix singles et dix clips vidéo.
Le groupe était à l’origine appelé MyTown  en 1996, mais ils ont changé le nom à The Script en 2001. Leurs album est sorti en 2008. L’album était un succès pour le groupe en Irlande et en Royaume-Uni en atteignant le top dans les charts de ces deux pays. L’album a été aussi numéro un en Australie et en Suède.

## Albums studio
| Titre           | details                                                                         | positions dans les charts | positions dans les charts | positions dans les charts | positions dans les charts | positions dans les charts | positions dans les charts | positions dans les charts | positions dans les charts | positions dans les charts | positions dans les charts | Certifications                                                                  |
| Titre           | details                                                                         | IE                        | AUS                       | DAN                       | ALL                       | PB                        | NZ                        | SUE                       | SUI                       | RU                        | US                        | Certifications                                                                  |
| --------------- | ------------------------------------------------------------------------------- | ------------------------- | ------------------------- | ------------------------- | ------------------------- | ------------------------- | ------------------------- | ------------------------- | ------------------------- | ------------------------- | ------------------------- | ------------------------------------------------------------------------------- |
| The Script      | - Sorti le : 8 août 2008 - Label: Phonogenic, RCA - Formats: CD, Téléchargement | 1                         | 9                         | 15                        | 32                        | 25                        | 15                        | 6                         | 16                        | 1                         | 64                        | - IRE: 5× Disque de platine - AUS: Disque de platine - RU: 2× Disque de platine |
| Science & Faith | - Sorti le: 10 septembre 2010 - Label: RCA, Epic - Formats: CD, Téléchargement  | 1                         | 2                         | 23                        | 40                        | 14                        | 15                        | 52                        | 15                        | 1                         | 3                         | - AUS: Disque d’Or - RU: Disque de platine                                      |
| #3              | - Sorti le : 7 septembre 2012 - Label: RCA, Epic - Formats: CD, Téléchargement  | 1                         | 9                         | 32                        | —                         | 8                         | 11                        | —                         | —                         | 2                         | 13                        |                                                                                 |

## Singles
| Single                             | Année | Positions dans les charts | Positions dans les charts | Positions dans les charts | Positions dans les charts | Positions dans les charts | Positions dans les charts | Positions dans les charts | Positions dans les charts | Positions dans les charts | Positions dans les charts | Certifications                  | Album           |
| Single                             | Année | IRL                       | AUS                       | DAN                       | ALL                       | PB                        | NZ                        | SUE                       | SUI                       | RU                        | US                        | Certifications                  | Album           |
| ---------------------------------- | ----- | ------------------------- | ------------------------- | ------------------------- | ------------------------- | ------------------------- | ------------------------- | ------------------------- | ------------------------- | ------------------------- | ------------------------- | ------------------------------- | --------------- |
| We Cry                             | 2008  | 9                         | 82                        | 6                         | 61                        | —                         | —                         | 25                        | 56                        | 15                        | —                         |                                 | The Script      |
| The Man Who Can't Be Moved         | 2008  | 2                         | 44                        | 2                         | 28                        | 19                        | 19                        | 28                        | 17                        | 2                         | 86                        | - AUS: Or - UK: Argent - US: Or | The Script      |
| Breakeven                          | 2008  | 10                        | 3                         | —                         | 71                        | —                         | —                         | —                         | 66                        | 21                        | 12                        | - AUS: Platinum - US: Platinum  | The Script      |
| Talk You Down                      | 2009  | 19                        | —                         | —                         | —                         | —                         | —                         | —                         | —                         | 47                        | —                         |                                 | The Script      |
| Before the Worst                   | 2009  | 37                        | 10                        | —                         | —                         | —                         | —                         | —                         | —                         | 96                        | —                         | - AUS: Or                       | The Script      |
| For the First Time                 | 2010  | 1                         | 12                        | 39                        | 83                        | 16                        | 20                        | —                         | 37                        | 4                         | 30                        | - AUS: Platinum - US: Or        | Science & Faith |
| Nothing                            | 2010  | 15                        | 50                        | —                         | —                         | 12                        | 32                        | —                         | —                         | 42                        | —                         |                                 | Science & Faith |
| If You Ever Come Back              | 2011  | —                         | 47                        | —                         | —                         | —                         | —                         | —                         | —                         | 188                       | —                         |                                 | Science & Faith |
| Hall of Fame (featuring will.i.am) | 2012  | 1                         | 7                         | 49                        | —                         | —                         | 16                        | 3                         | 35                        | 2                         | 87                        | ARIA: Disque d'or               | #3              |

### Autres chansons
| Chanson                | Année | Positions dans les charts | Positions dans les charts | Album           |
| Chanson                | Année | IRE                       | UK                        | Album           |
| ---------------------- | ----- | ------------------------- | ------------------------- | --------------- |
| You Won't Feel a Thing | 2010  | 48                        | 113                       | Science & Faith |

## Clips vidéos
| Year | Single                     | Réalisateur(s)  |
| ---- | -------------------------- | --------------- |
| 2008 | We Cry                     | Charles Mehling |
| 2008 | The Man Who Can't Be Moved | Marc Klasfeld   |
| 2008 | Breakeven                  | Charles Mehling |
| 2009 | Talk You Down              | Charles Mehling |
| 2009 | Before the Worst           | Paul Minor      |
| 2010 | For the First Time         |                 |
| 2010 | Nothing                    |                 |
| 2011 | If You Ever Come Back      |                 |